# Саулі Вяйсянен
Саулі Вяйсянен (фін. Sauli Väisänen, нар. 5 червня 1994, Гельсінкі, Фінляндія) — фінський футболіст, захисник, півзахисник данського «Оденсе» і національної збірної Фінляндії.

## Клубна кар'єра
Вихованець юнацьких команд футбольних клубів «Йокеріт», «Алліанссі», «ГІК»,.
У дорослому футболі дебютував 2013 року виступами за команду клубу «Гонка», в якій провів один сезон, взявши участь у 17 матчах чемпіонату.
Своєю грою за цю команду привернув увагу представників тренерського штабу клубу АІК, до складу якого приєднався 2014 року. Відіграв за команду з Стокгольма наступний сезон своєї ігрової кар'єри.
Протягом частини 2015 року захищав на умовах оренди кольори клубу «ГІФК», після чого повернувся до АІК.
Влітку 2017 року перейшов до італійського клубу СПАЛ. Протягом сезону 2017/18 взяв участь лише у семи іграх Серії A.
Сезон 2018/19 провів в оренді у друголіговому «Кротоне», після чого 24 серпня 2019 року уклав повноцінний контракт з іншим представником Серії B, веронським «К'єво».

## Виступи за збірні
Протягом 2014–2016 років залучався до складу молодіжної збірної Фінляндії. На молодіжному рівні зіграв у 14 офіційних матчах, забивши один гол.
6 жовтня 2016 року дебютував в іграх за національну збірну Фінляндії в рамках відбору на ЧС-2018.
Згодом взяв участь у половині матчів збірної Фінляндії в рамках відбору на Євро-2020, допомігши команді уперше в її історії кваліфікуватися до фінальної частини континентальної першості.
Був включений до заявки національної команди на фінальну частину Євро, утім за тиждень до її початку травмувався і був замінений на Ніко Гямяляйнена.

## Статистика виступів

### Статистика виступів за збірну
Станом на 26 березня 2022
| Дата       | Місто          | Господарі            | Результат | Гості              | Турнір                               | Голи | Примітки |
| ---------- | -------------- | -------------------- | --------- | ------------------ | ------------------------------------ | ---- | -------- |
| 6-10-2016  | Рейк'явік      | Ісландія             | 3 – 2     | Фінляндія          | Відбір до ЧС 2018                    | -    | 53'      |
| 9-10-2016  | Тампере        | Фінляндія            | 0 – 1     | Хорватія           | Відбір до ЧС 2018                    | -    | 87'      |
| 12-11-2016 | Одеса          | Україна              | 1 – 0     | Фінляндія          | Відбір до ЧС 2018                    | -    | 83'      |
| 13-1-2017  | Абу-Дабі       | Словенія             | 2 – 0     | Фінляндія          | товариський матч                     | -    |          |
| 28-3-2017  | Інсбрук        | Австрія              | 1 – 1     | Фінляндія          | товариський матч                     | -    | 46'      |
| 7-6-2017   | Турку          | Фінляндія            | 1 – 1     | Ліхтенштейн        | товариський матч                     | -    | 46'      |
| 2-9-2017   | Тампере        | Фінляндія            | 1 – 0     | Ісландія           | Відбір до ЧС 2018                    | -    | 33'      |
| 5-9-2017   | Шкодер (місто) | Косово               | 0 – 1     | Фінляндія          | Відбір до ЧС 2018                    | -    |          |
| 9-10-2017  | Турку          | Фінляндія            | 2 – 2     | Туреччина          | Відбір до ЧС 2018                    | -    |          |
| 23-3-2018  | Белек          | Фінляндія            | 0 – 0     | Північна Македонія | товариський матч                     | -    | 61'      |
| 26-3-2018  | Белек          | Фінляндія            | 5 – 0     | Мальта             | товариський матч                     | -    |          |
| 5-6-2018   | Плоєшті        | Румунія              | 2 – 0     | Фінляндія          | товариський матч                     | -    |          |
| 11-9-2018  | Гельсінкі      | Фінляндія            | 1 – 0     | Естонія            | Ліга націй УЄФА 2018-2019 - 1-й етап | -    | 76'      |
| 18-11-2018 | Будапешт       | Угорщина             | 2 – 0     | Фінляндія          | Ліга націй УЄФА 2018-2019 - 1-й етап | -    |          |
| 23-3-2019  | Удіне          | Італія               | 2 – 0     | Фінляндія          | Відбір до ЧЄ 2020                    | -    |          |
| 8-9-2019   | Тампере        | Фінляндія            | 1 – 2     | Італія             | Відбір до ЧЄ 2020                    | -    | 79'      |
| 12-10-2019 | Зениця         | Боснія і Герцеговина | 4 – 1     | Фінляндія          | Відбір до ЧЄ 2020                    | -    | 5'       |
| 15-10-2019 | Турку          | Фінляндія            | 3 – 0     | Вірменія           | Відбір до ЧЄ 2020                    | -    |          |
| 18-11-2019 | Марусі         | Греція               | 2 – 1     | Фінляндія          | Відбір до ЧЄ 2020                    | -    |          |
| 29-5-2021  | Стокгольм      | Швеція               | 2 – 0     | Фінляндія          | товариський матч                     | -    |          |
| 4-9-2021   | Гельсінкі      | Фінляндія            | 1 – 0     | Казахстан          | Відбір до ЧС 2022                    | -    |          |
| 26-3-2022  | Мурсія         | Фінляндія            | 1 – 1     | Ісландія           | товариський матч                     | -    |          |
| Усього     |                | Матчів               | 22        |                    | Голів                                | 0    |          |